# North Kaibab Trail
Le North Kaibab Trail est un sentier de randonnée américain dans le comté de Coconino, en Arizona. Protégé au sein du parc national du Grand Canyon, il est lui-même classé National Recreation Trail depuis 1981. Section de l'Arizona Trail, qui traverse l'État, il dessert notamment la Cottonwood Ranger Station et le terrain de camping associé.